# Боасе ле Шател
Боасе ле Шател (фр. Boissey-le-Châtel) насеље је и општина у северној Француској у региону Горња Нормандија, у департману Ер која припада префектури Берне.
По подацима из 2011. године у општини је живело 885 становника, а густина насељености је износила 202,05 становника/km². Општина се простире на површини од 4,38 km². Налази се на средњој надморској висини од 150 метара (максималној 156 m, а минималној 87 m).

## Демографија
| 1962. | 1968. | 1975. | 1982. | 1990. | 1999. | 2011. |
| ----- | ----- | ----- | ----- | ----- | ----- | ----- |
| 511   | 533   | 601   | 700   | 674   | 687   | 885   |

График промене броја становника у току последњих година